# Niphosticta stigmagrapta
Niphosticta stigmagrapta är en fjärilsart som beskrevs av George Francis Hampson 1926. Niphosticta stigmagrapta ingår i släktet Niphosticta och familjen nattflyn. Inga underarter finns listade i Catalogue of Life.